# Cam Booser
Cameron Joseph Booser (Seattle, Washington, 4 de mayo de 1992), más conocido como Cam Booser, es un jugador profesional estadounidense de béisbol que se desempeña en la posición de lanzador en Chicago White Sox, equipo de las Grandes Ligas de Béisbol (MLB).

## Carrera
Booser hizo su debut en la MLB con el equipo Boston Red Sox, en el cual jugó una temporada (2024), después pasó a Chicago White Sox.